# Década de 870
Séculos: (Século VIII - Século IX - Século X)
Décadas: 820 830 840 850 860 - 870 - 880 890 900 910 920
Anos: 870 - 871 - 872 - 873 - 874 - 875 - 876 - 877 - 878 - 879

## Eventos
- Os corsários sarracenos baseados sobretudo no Emirado de Creta intensificam os seus ataques no Mar Egeu e nas costas da Dalmácia. Chegam a aproximar-se de Constantinopla, entrando no Mar de Mármara, mas em 873 e 874 sofrem uma série de derrotas navais frente ao almirante bizantino Himério, que obrigam o emir a pedir tréguas e a pagar tributo aos bizantinos durante dez anos.